# Ápio Cláudio Crasso Inregilense Sabino (tribuno consular em 403 a.C.)
Ápio Cláudio Crasso Inregilense Sabino (em latim: Appius Claudius Crassus Inregillensis Sabinus) foi um político da gente Cláudia nos primeiros anos da República Romana eleito tribuno consular em 403 a.C.. Era filho de Ápio Cláudio Crasso, tribuno consular em 424 a.C., era provavelmente seu tio.
Sua família, uma das mais ilustres entre as patrícias de Roma, era, segundo Lívio tradicionalmente contra a plebe e seus representantes, os dez tribunos da plebe.

## Primeiro tribunato consular (403 a.C.)
Foi eleito tribuno consular com Marco Quintílio Varo, Lúcio Valério Potito, Mânio Emílio Mamercino, Lúcio Júlio Julo e Marco Fúrio Fuso.
| “ | Depois de garantir a paz nos demais frentes, romanos e veios estavam prontos para o combate com uma fúria e um ódio recíproco tal que seria o fim para os que fossem derrotados. | ” |
|   | — Lívio, Ab Urbe condita V, 1. |   |

Enquanto os romanos cercavam Veios, construindo aterros, máquinas de cerco e pequenas fortalezas para controlar o território, os veios não conseguiram convocar as demais cidades etruscas para a guerra contra Roma. Quando chegou o inverno, os romanos tomaram a extraordinária decisão de manter o exército de prontidão no cerco para impedir que os veios destruíssem todos os progressos realizados até então por causa da retirada — até então, durante os meses de outono e inverno, as campanhas militares eram suspensas e os soldados-cidadãos voltavam para a cidade para cuidar de seus afazeres. Mas a decisão não ocorreu sem a firme oposição dos tribunos da plebe:
| “ | Estava posta à venda a liberdade da plebe: os jovens, mantidos constantemente longe da cidade e excluídos da participação na vida política, agora nem mesmo diante do inverno e da má estação, podem retornar para suas casas e propriedades. Qual acreditavam que seria a causa de um serviço militar que durava para sempre? | ” |
|   | — Lívio, Ab Urbe condita V, 2. |   |

Só a intervenção de Ápio Cláudio Crasso, que com sua celebrada oratória contrastou a polêmica dos tribunos e uma improvisada sortida dos veios, que queriam destruir as máquinas de cerco romanas, conseguiram estabelecer novamente a concórdia entre as ordens e demonstrar a necessidade de manter o exército de prontidão durante o inverno.